# Керепчешть
Керепчешть, Керепчешті (рум. Cărăpcești) — село у повіті Галац в Румунії. Входить до складу комуни Кород.
Село розташоване на відстані 209 км на північний схід від Бухареста, 66 км на північний захід від Галаца, 132 км на південь від Ясс.

## Населення
За даними перепису населення 2002 року у селі проживали 772 особи, з них 771 особа (99,9%) румунів. Усі жителі села рідною мовою назвали румунську.